# Marburger Grundschulprojekt
Das Marburger Grundschulprojekt ist ein von der Volkswagenstiftung Anfang der 1970er Jahre als Innovationsprojekt der Curricula im Bildungswesen bewilligtes pädagogisches und bildungspolitisches Reformprojekt. Es ist eine Konkretisierung der vom Deutschen Bildungsrat geforderten grundlegenden Curriculumrevision auf allen Bildungsstufen und in allen Fächern. Es wurde seit 1972 unter der Leitung von Wolfgang Klafki als erstes großes bundesdeutsches Grundschulprojekt aufgebaut und als Handlungsforschungskonzept konzipiert. 
In diesem Projekt wurden erstmals in größerem Umfang Formen offenen Unterrichts, wie Wochenplanunterricht, Freies Bauen im 1. Schuljahr und Projektunterricht erprobt. Für den Sachunterricht wurden zum Teil sehr anspruchsvolle Unterrichtsprojekte zu gesellschaftlichen Schlüsselproblemen entwickelt, z. B. Technikgeschichte am Beispiel des Bohrers, soziale Bedingtheit abweichenden Verhaltens, Schulkritik am Beispiel der Kritik gängiger Literatur für Kinder, Perspektivenwechsel beim Zeugnisschreiben durch Erstellen auch eines Zeugnisses für Lehrer, Bücher durch die Kinder selbst produzieren lassen.
Die Gründung (1986) und den Aufbau der  "Sechsjährigen Otto-Ubbelohde-Schule" in Marburg hat Klafki unterstützt, gefördert und forschend begleitet. Diese Grundschule ist weiterhin die einzige dieses Typs in Hessen. 